# Fuente Obejuna
Fuente Obejuna és un municipi de la província de Còrdova a la comunitat autònoma d'Andalusia, a la comarca de Valle del Guadiato.

## Etimologia
El municipi també és anomenat Fuenteovejuna, Fuenteobejuna i Fuente Ovejuna, encara que el més utilitzat és el de Fuente Obejuna. Aquesta varietat de noms es deu a l'obra de teatre de Lope de Vega titulada Fuenteovejuna, basada en esdeveniments d'aquest municipi en el segle xv, durant la Reconquesta castellana, i pels quals aquesta localitat és coneguda. Lope de Vega desconeixia que l'origen etimològic de Fuente Obejuna ve d'abella i no d'ovella. A causa de la confusió ortogràfica que això va suposar actualment s'admet escriure'l de qualsevol de les maneres citades.

## Divisió administrativa
Hi ha 14 pedanies que depenen administrativament de Fuente Obejuna:
- Alcornocal
- Argallón
- Cañada del Gamo
- La Cardenchosa
- La Coronada
- Cuenca
- Los Morenos
- Navalcuervo
- Ojuelos Altos
- Ojuelos Bajos
- Los Pánchez
- Piconcillo
- El Porvenir
- Posadilla

## Demografia
| 1996  | 1998  | 1999  | 2000  | 2001  | 2002  | 2003  | 2004  | 2005  | 2006  |
| ----- | ----- | ----- | ----- | ----- | ----- | ----- | ----- | ----- | ----- |
| 9.711 | 9.695 | 6.032 | 5.890 | 5.817 | 5.743 | 5.615 | 5.530 | 5.434 | 5.409 |

## Ciutats agermanades
- Carbonne, França[1]
- Gammelshausen, Alemanya[1]